# Olympische Sommerspiele 1900/Leichtathletik – 60 m (Männer)
Der 60-Meter-Lauf der Männer bei den Olympischen Spielen 1900 in Paris wurde am 15. Juli 1900 im Croix Catelan ausgetragen. Es nahmen insgesamt 10 Sportler teil. Diese Kurzstrecke war zweimal Programmteil bei Olympischen Spielen. Sie wurde 1900 erstmals ausgetragen und verschwand nach 1904 schnell wieder aus dem Programm.

## Medaillen
Wie schon bei den I. Olympischen Spielen vier Jahre zuvor gab es jeweils eine Silbermedaille für den Sieger und Bronze für den zweitplatzierten Athleten. Der Sportler auf Rang drei erhielt keine Medaille.

## Rekorde
Folgende Rekorde wurden bei den Olympischen Spielen im 60-Meter-Lauf gebrochen oder eingestellt:
| WR  | 7,0 s | Alvin Kraenzlein | USA | Vorlauf, 15. Juli |
| WRe | 7,0 s | Alvin Kraenzlein | USA | Finale, 15. Juli  |

## Ergebnisse

### Vorläufe
15. Juli 1900
Die Vorrunde wurde in zwei Läufe mit je fünf Sportlern aufgeteilt. Die besten zwei aus jedem Lauf – grün unterlegt – erreichten den Endlauf. Allerdings sind in zwei Quellen auch die jeweils drittplatzierten Athleten im Finale aufgeführt, sodass die eventuell auch die beiden dritten Ränge – hellgrün unterlegt – für die Endlaufqualifikation genügten.

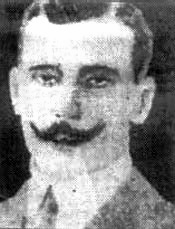
Norman Pritchard – unklar, ob ausgeschieden oder im Finale
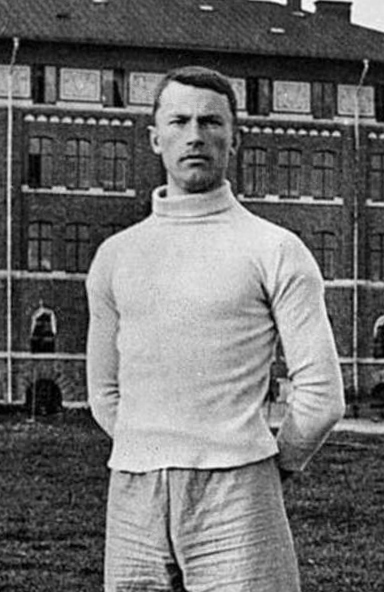
Isaac Westergren – ausgeschieden als Fünfter

Vorlauf 1
| Platz | Name                  | Land       | Zeit      |    |
| ----- | --------------------- | ---------- | --------- | -- |
| 1     | Alvin Kraenzlein      | USA        | 7,0 s     | WR |
| 2     | Edmund Minahan        | USA        | unbekannt |    |
| 3     | Norman Pritchard      | Indien     | unbekannt |    |
| 4     | Adolphe Klingelhoefer | Frankreich | unbekannt |    |
| 5     | Isaac Westergren      | Schweden   | unbekannt |    |

Kraenzlein lief bereits im Vorlauf neuen Weltrekord. Der Abstand von Minahan und Pritchard wird als ein halbes bzw. ein ganzes Yard angegeben.

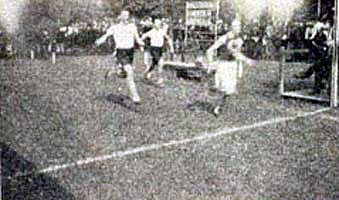
William Holland (hier als Vorlaufsieger über 400 m) – unklar, ob ausgeschieden oder im Finale

Vorlauf 2
| Platz | Name             | Land       | Zeit      |
| ----- | ---------------- | ---------- | --------- |
| 1     | Walter Tewksbury | USA        | 7,2 s     |
| 2     | Stan Rowley      | Australien | unbekannt |
| 3     | William Holland  | USA        | unbekannt |
| 4     | Pál Koppán       | Ungarn     | unbekannt |
| 5     | Ernő Schubert    | Ungarn     | unbekannt |

Tewksbury gewann mit einem Vorsprung von einem Fuß.

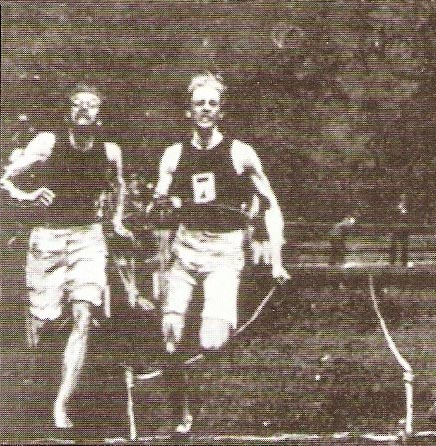
Über 60 Meter siegte Alvin Kraenzlein (rechts) knapp vor Walter Tewksbury

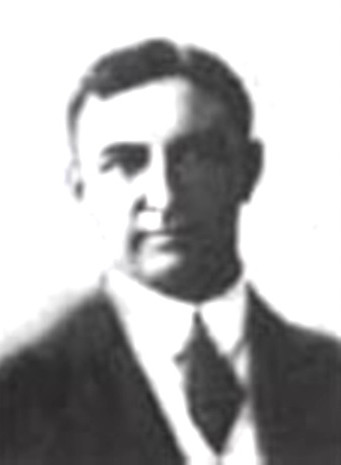
Der in allen Quellen übereinstimmend als Dritter benannte Stan Rowley

### Finale
15. Juli 1900
Wie auch auf dem Foto zu erkennen ist, liefen die Sprinter auf Bahnen, die mit Seilen abgesteckt waren. Kraenzlein egalisierte seinen Weltrekord aus dem Vorlauf. Die Rückstände von Tewksbury und Rowley werden bei SportsReference mit "inches" und "short foot" ("kurzer Fuß") angegeben.
| Platz | Name             | Land       | Zeit  |     |
| ----- | ---------------- | ---------- | ----- | --- |
| 1     | Alvin Kraenzlein | USA        | 7,0 s | WRe |
| 2     | Walter Tewksbury | USA        | 7,1 s |     |
| 3     | Stan Rowley      | Australien | 7,2 s |     |
| 4     | Edmund Minahan   | USA        | 7,2 s |     |
| 5     | Norman Pritchard | Indien     | 7,2 s |     |
| 6     | William Holland  | USA        | 7,2 s |     |

| Platz | Name             | Land       | Zeit      |     |
| ----- | ---------------- | ---------- | --------- | --- |
| 1     | Alvin Kraenzlein | USA        | 7,0 s     | WRe |
| 2     | Walter Tewksbury | USA        | 7,1 s     |     |
| 3     | Stan Rowley      | Australien | 7,2 s     |     |
| 4     | Norman Pritchard | Indien     | 7,2 s     |     |
| 5     | William Holland  | USA        | unbekannt |     |
| 6     | Edmund Minahan   | USA        | unbekannt |     |

| Resultat nach SportsReference \| Platz \| Name \| Land \| Abstand \| Zeit \| \| \| ----- \| ---------------- \| ---------- \| ---------- \| --------- \| --- \| \| 1 \| Alvin Kraenzlein \| USA \| \| 7,0 s \| WRe \| \| 2 \| Walter Tewksbury \| USA \| inches \| unbekannt \| \| \| 3 \| Stan Rowley \| Australien \| short foot \| unbekannt \| \| \| 4 \| Edmund Minahan \| USA \| unbekannt \| unbekannt \| \| |                  |            |            |           |     |
| Platz | Name             | Land       | Abstand    | Zeit      |     |
| 1 | Alvin Kraenzlein | USA        |            | 7,0 s     | WRe |
| 2 | Walter Tewksbury | USA        | inches     | unbekannt |     |
| 3 | Stan Rowley      | Australien | short foot | unbekannt |     |
| 4 | Edmund Minahan   | USA        | unbekannt  | unbekannt |     |